# Subprefetture della Repubblica Centrafricana

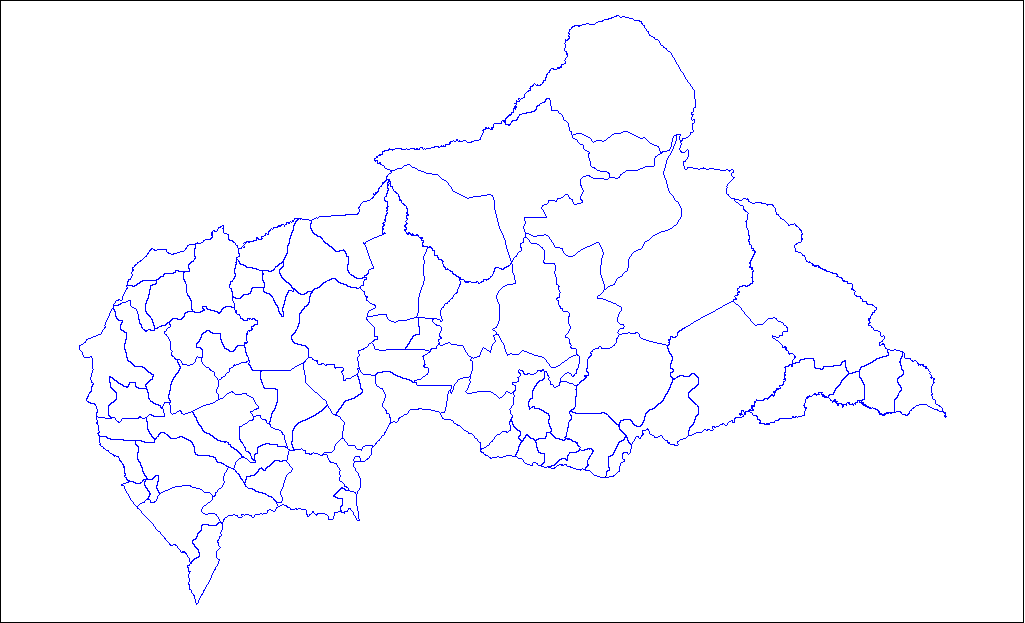
Subprefetture della Repubblica Centrafricana

Le prefetture della Repubblica Centrafricana sono suddivise in 71 subprefetture (francese: sous-préfectures), qui elencate per prefettura di appartenenza.

## Lista

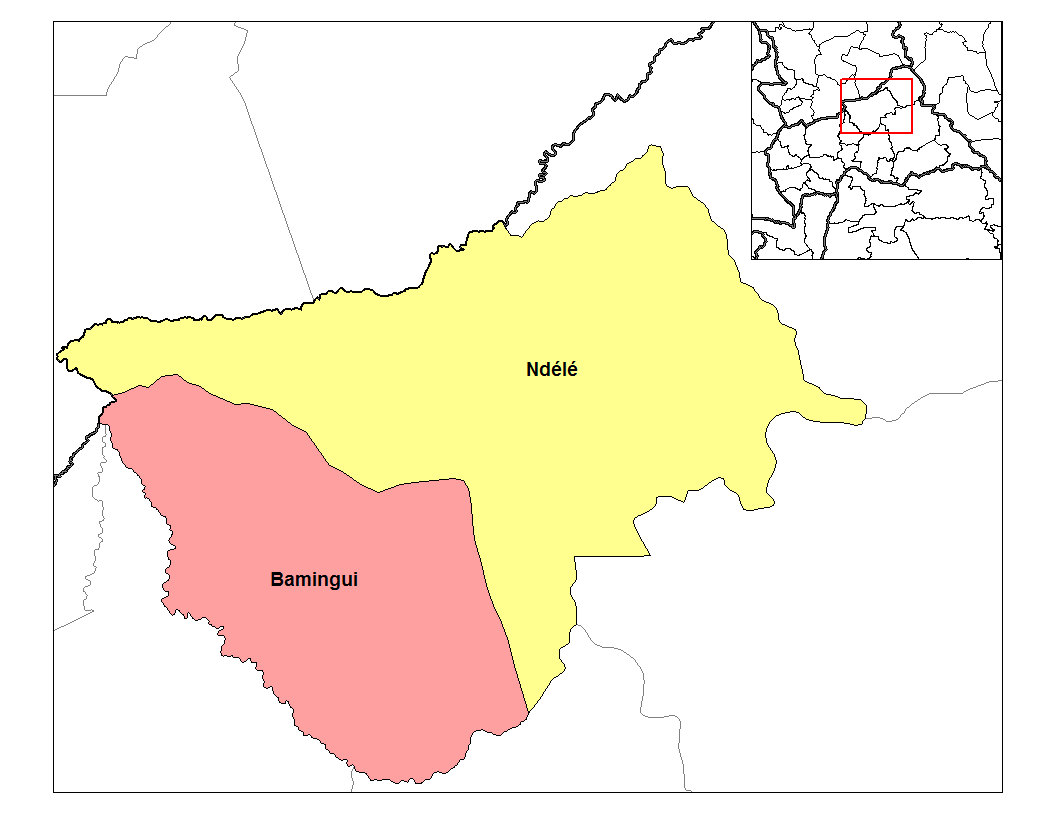
Subprefetture della prefettura di Bamingui-Bangoran

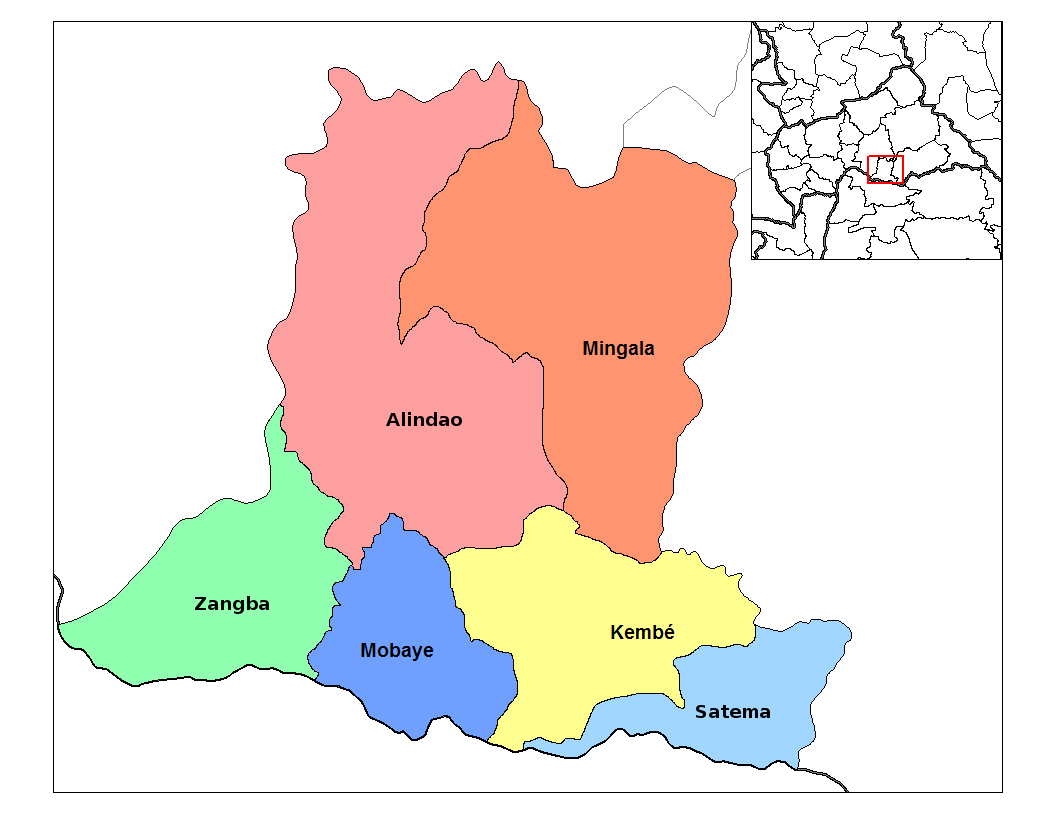
Subprefetture della prefettura di Basse-Kotto

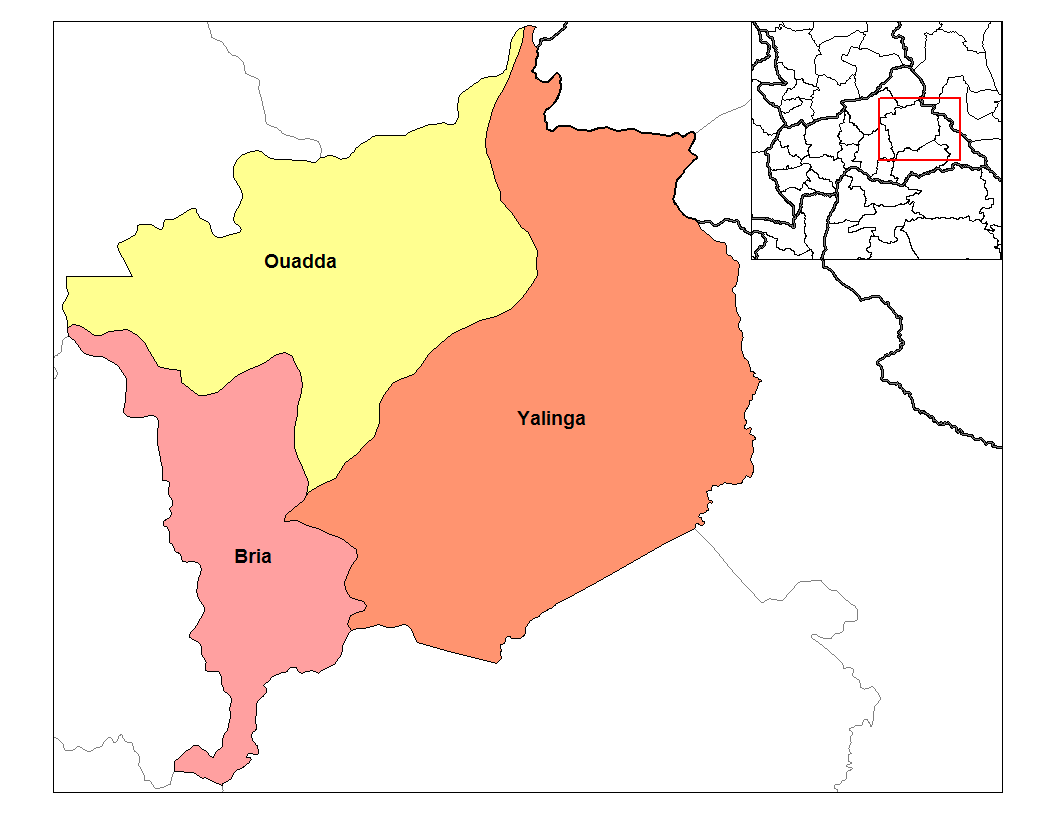
Subprefetture della prefettura di Haute-Kotto

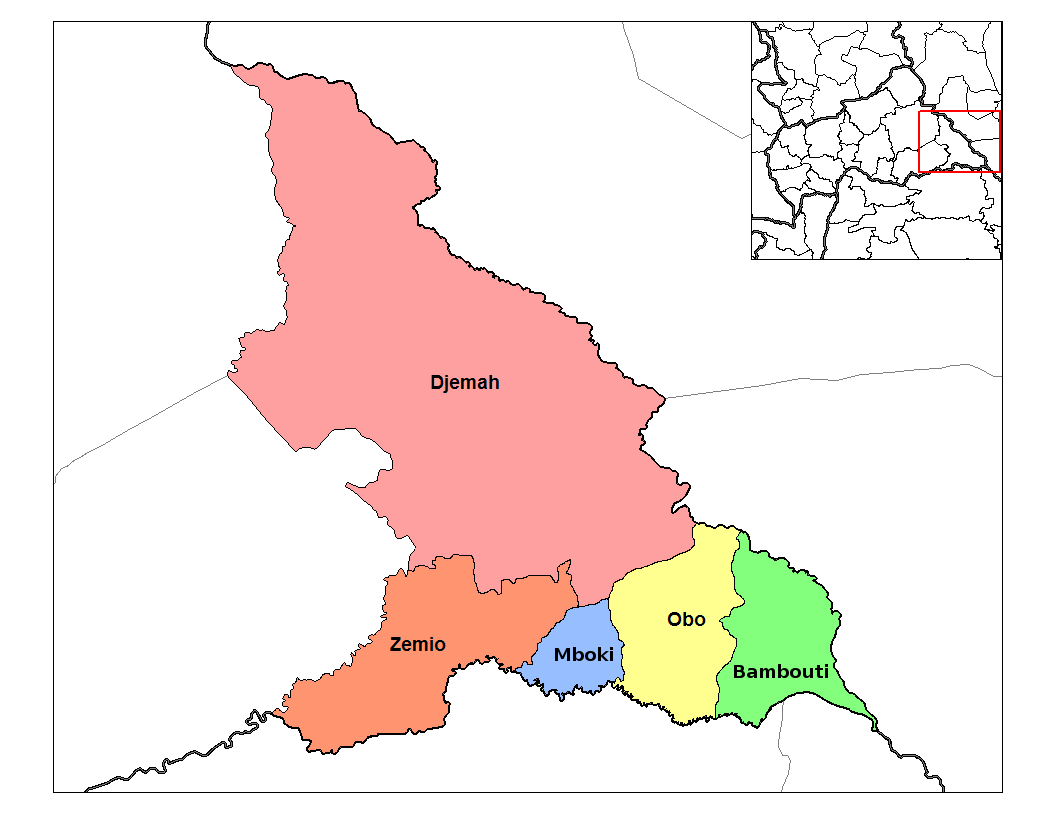
Subprefetture della prefettura di Haut-Mbomou

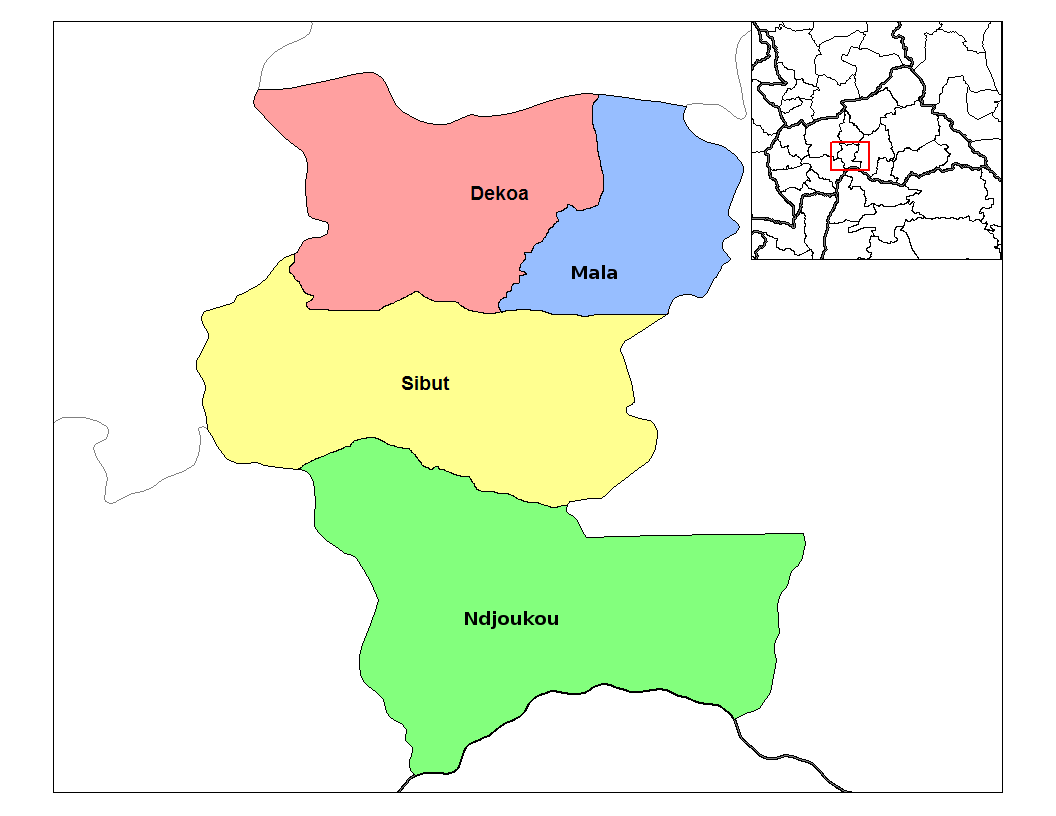
Subprefetture della prefettura di Kémo

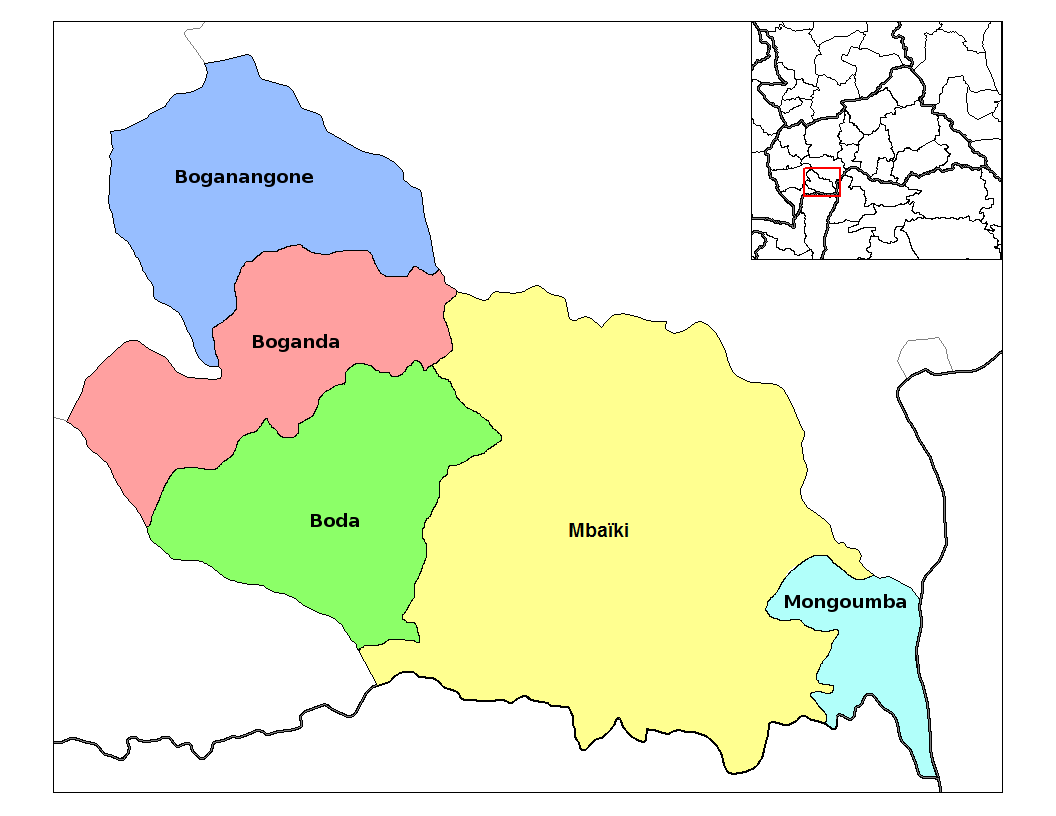
Subprefetture della prefettura di Lobaye

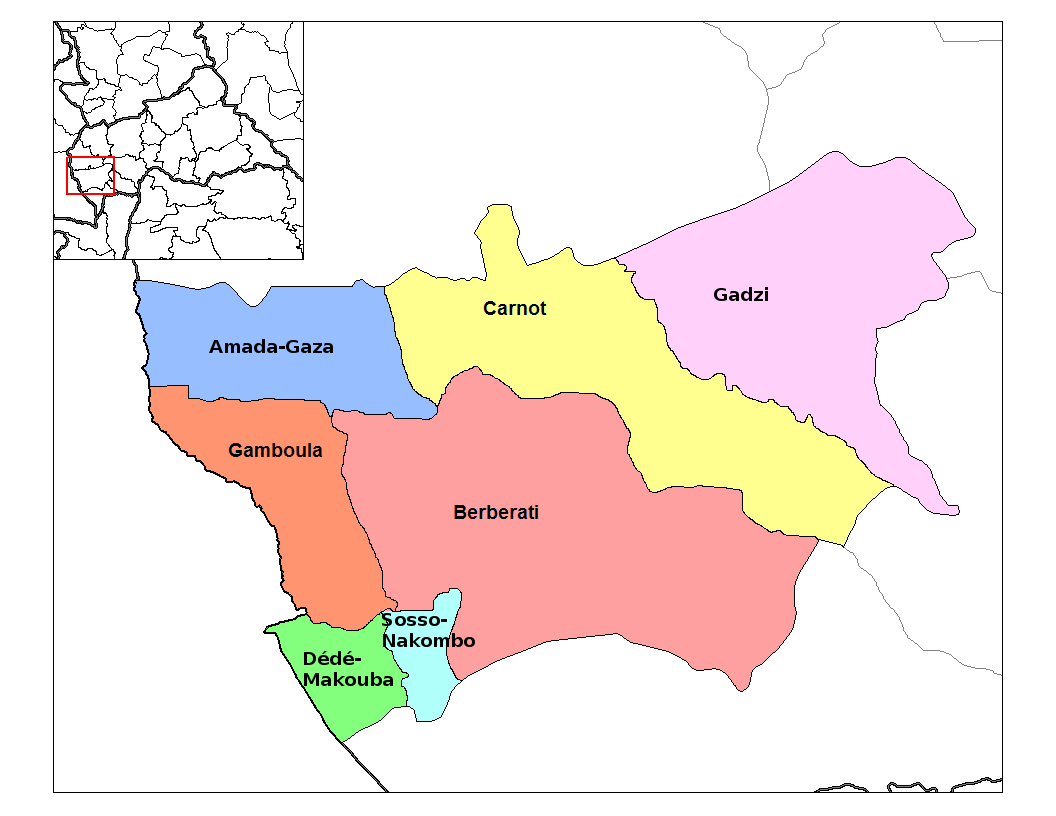
Subprefetture della prefettura di Mambéré-Kadéï

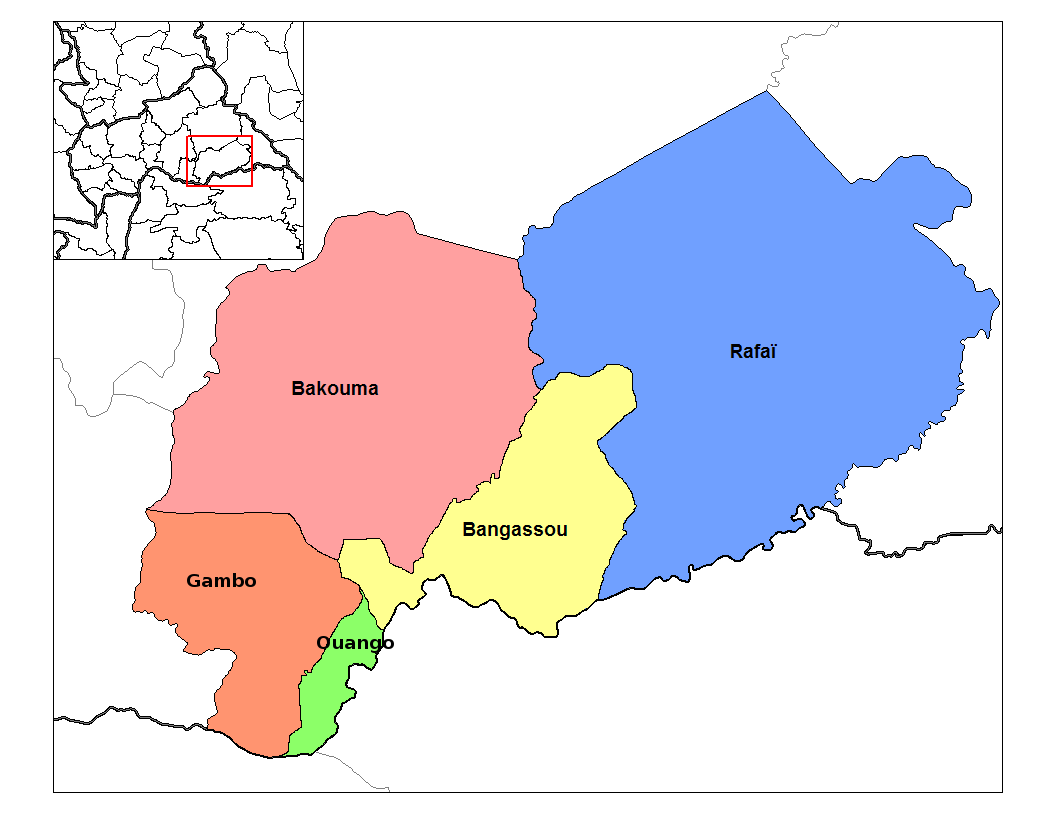
Subprefetture della prefettura di Mbomou

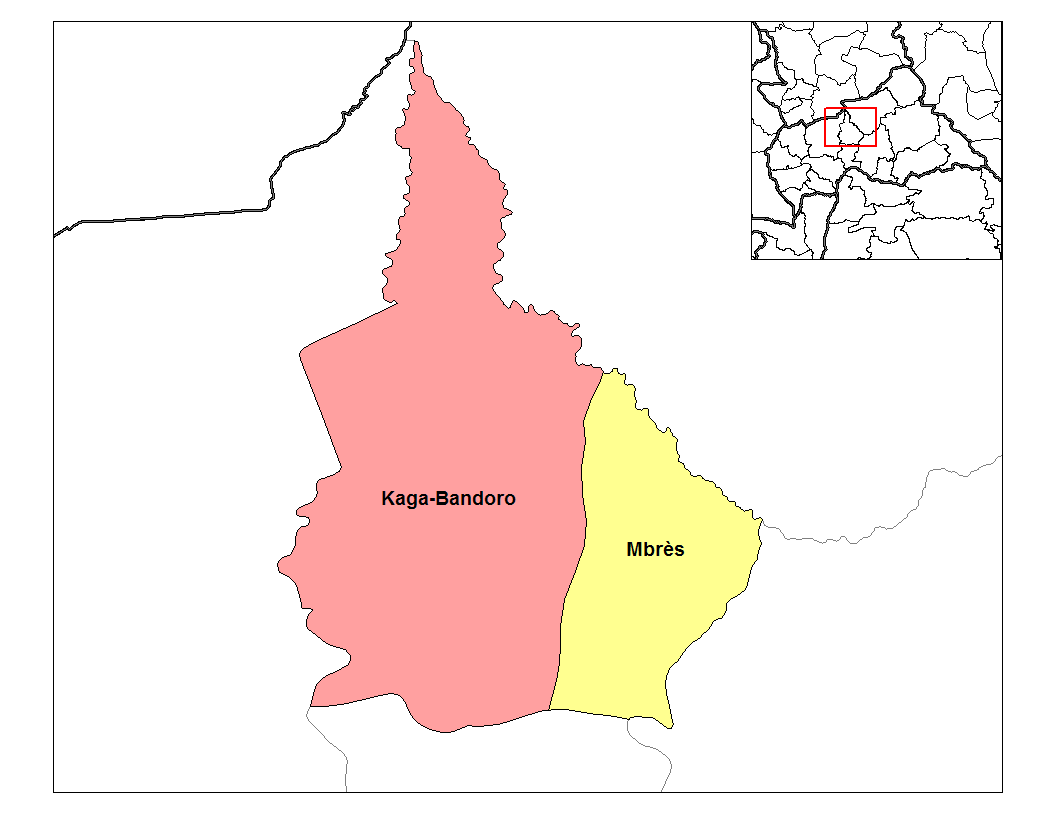
Subprefetture della prefettura di Nana-Grébizi

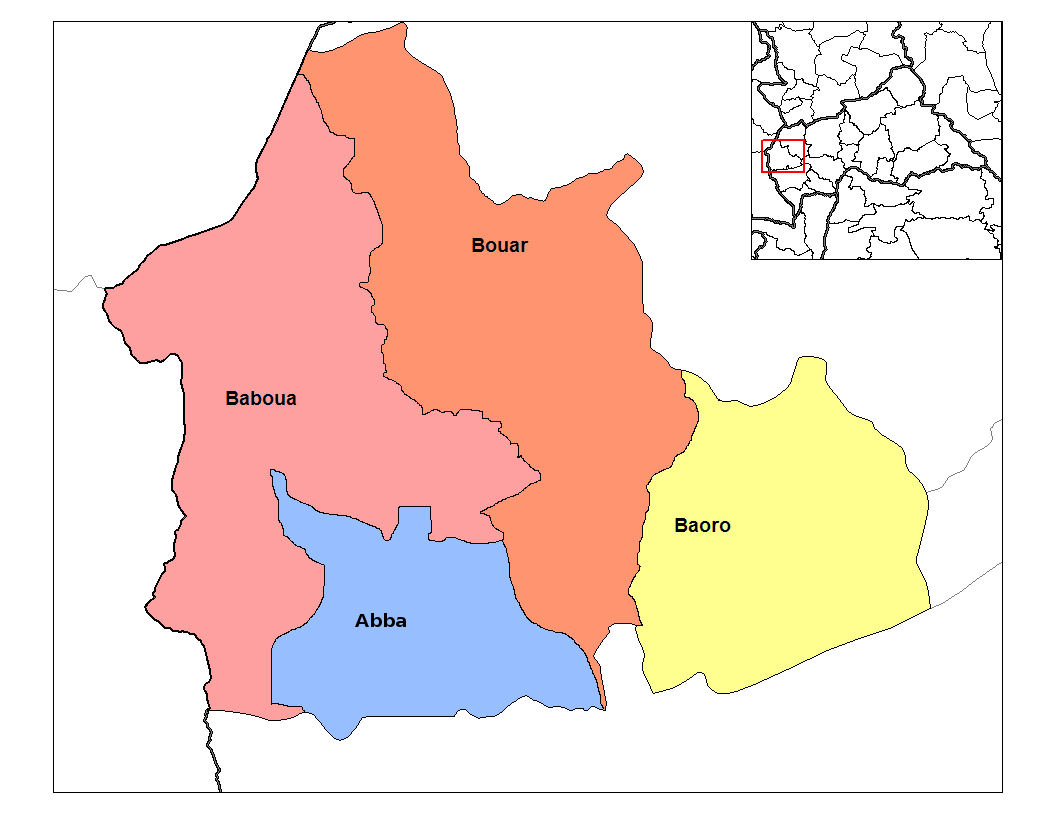
Subprefetture della prefettura di Nana-Mambéré

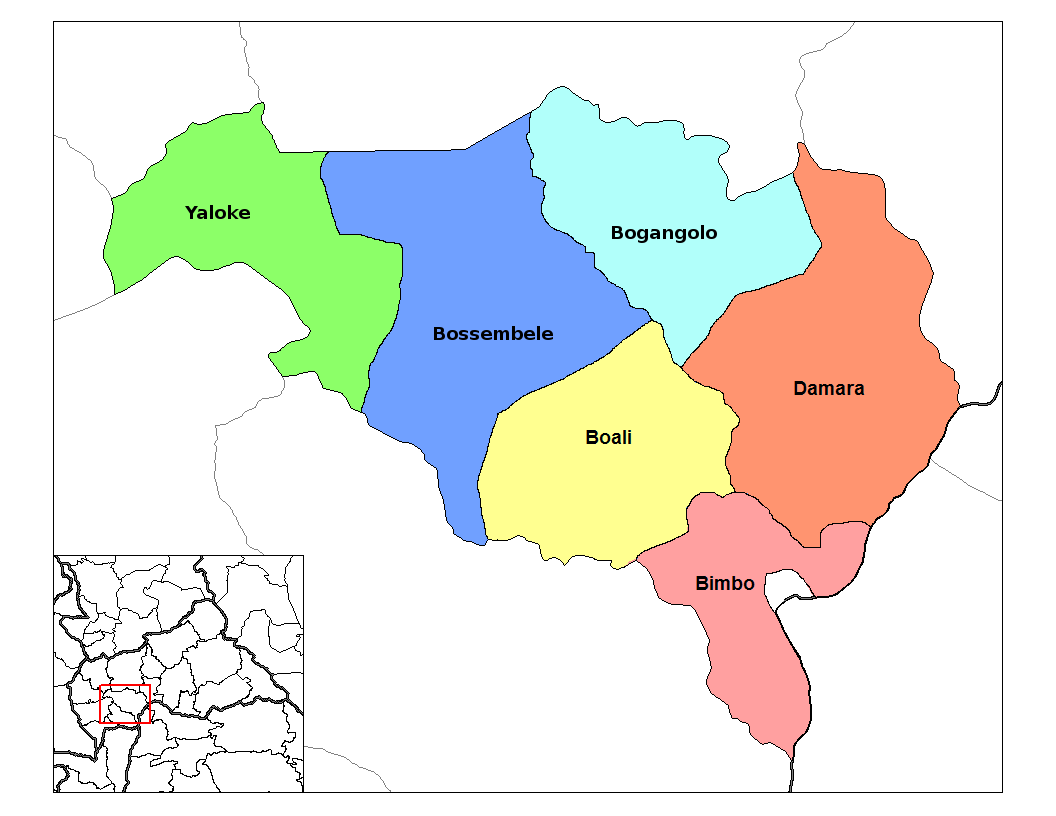
Subprefetture della prefettura di Ombella-M'Poko

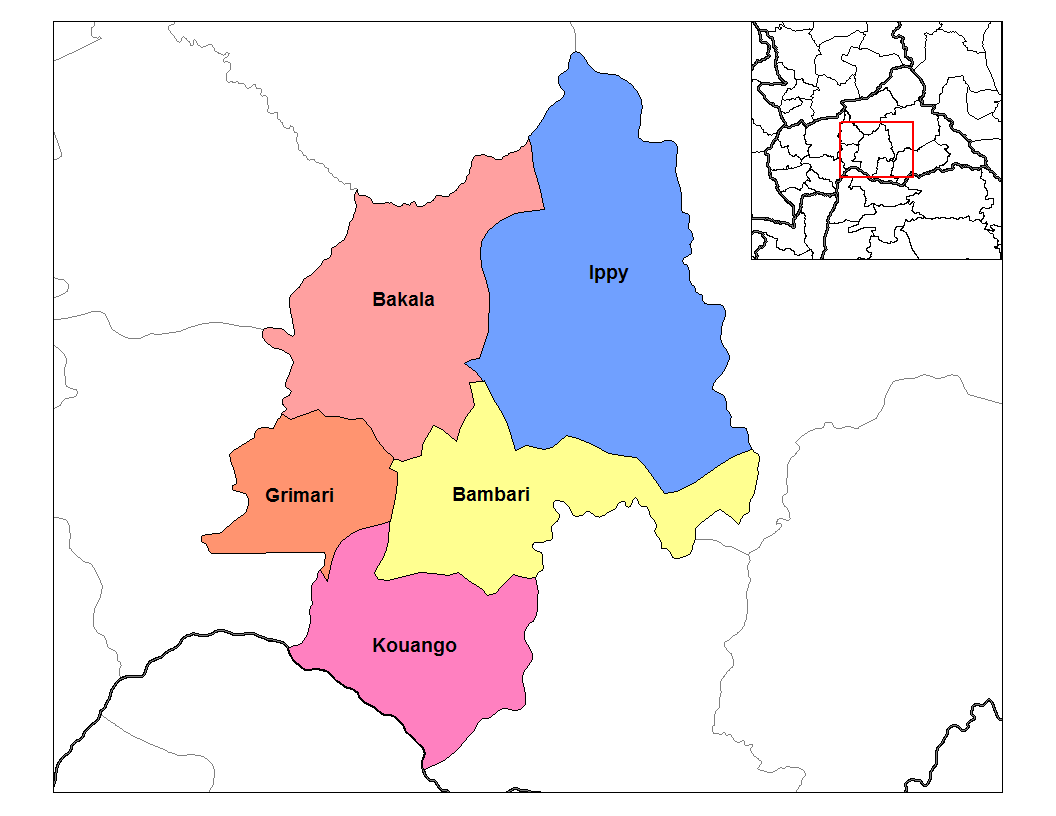
Subprefetture della prefettura di Ouaka

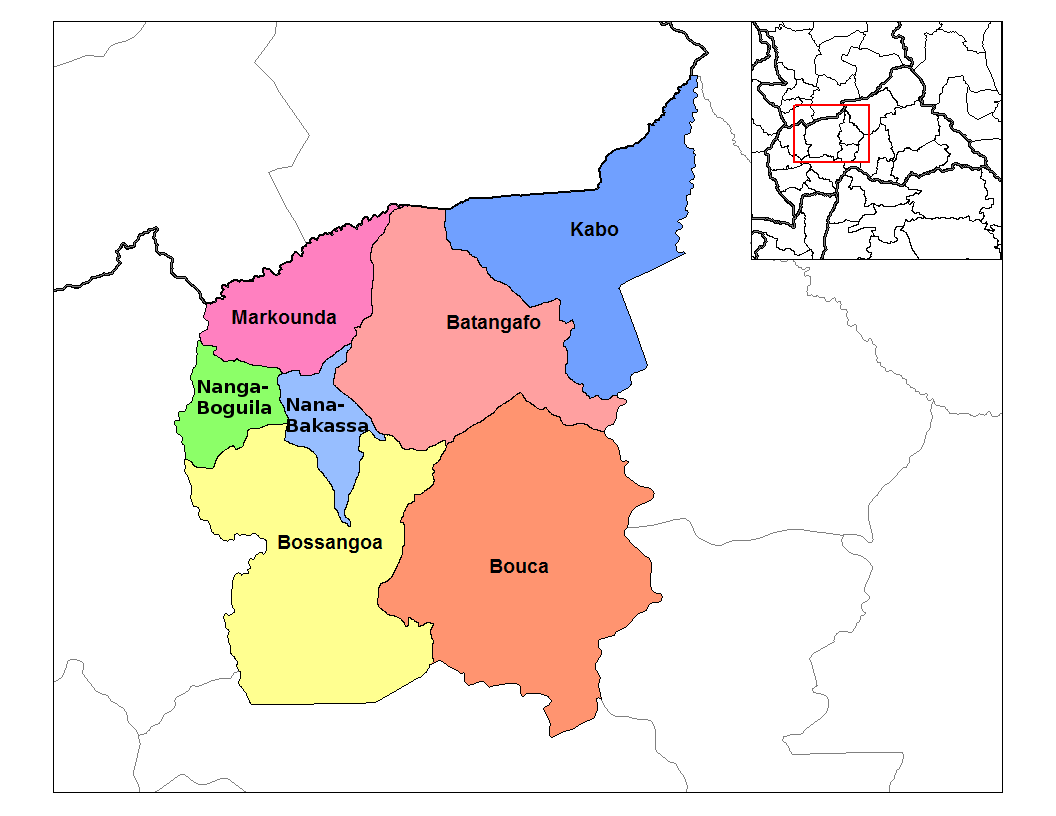
Subprefetture della prefettura di Ouham

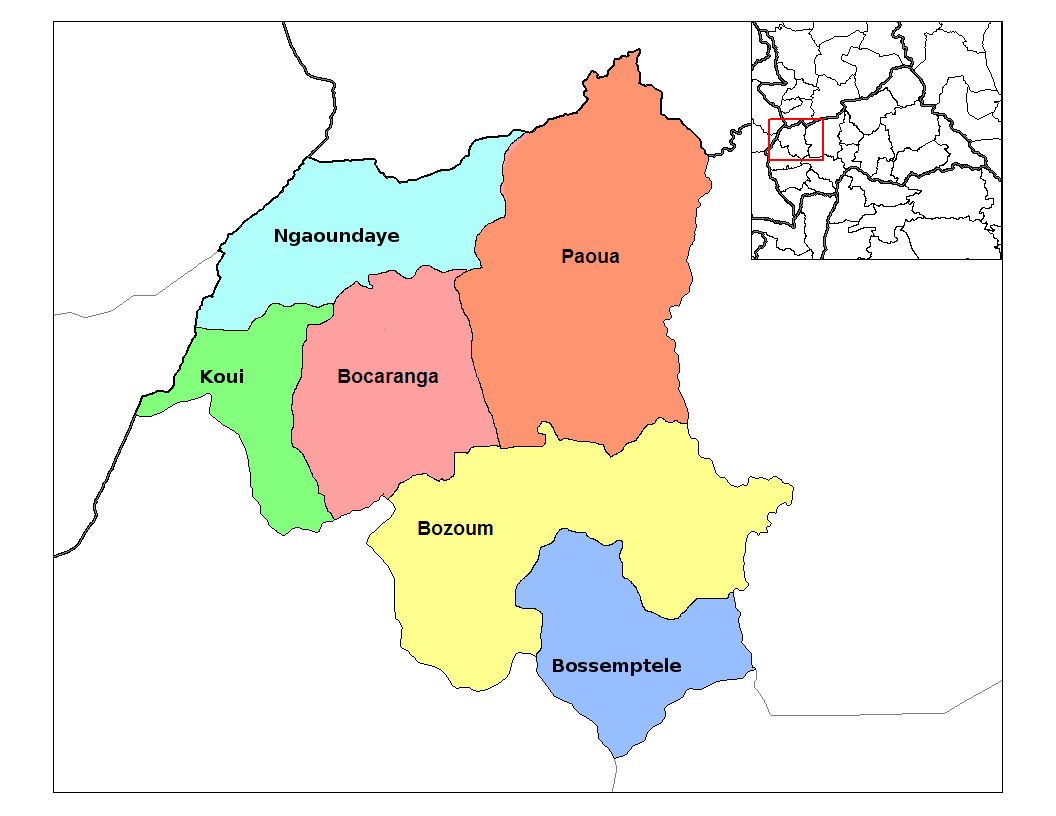
Subprefetture della prefettura di Ouham-Pendé

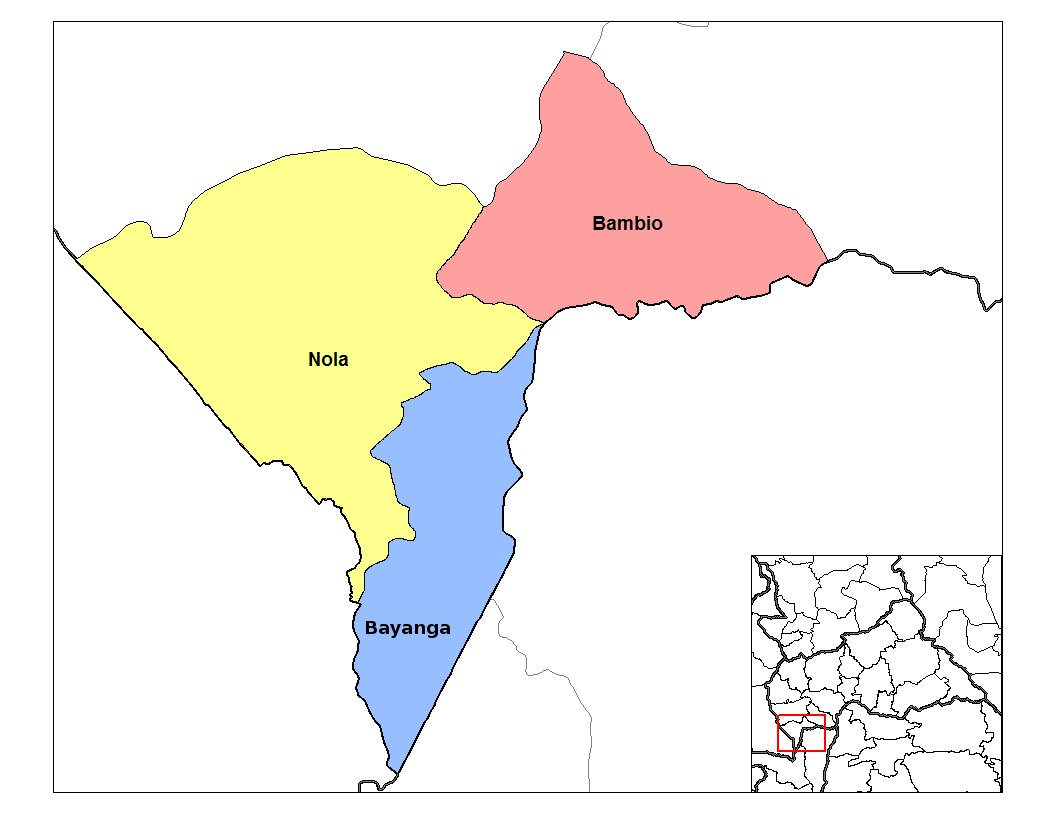
Subprefetture della prefettura di Sangha-Mbaéré

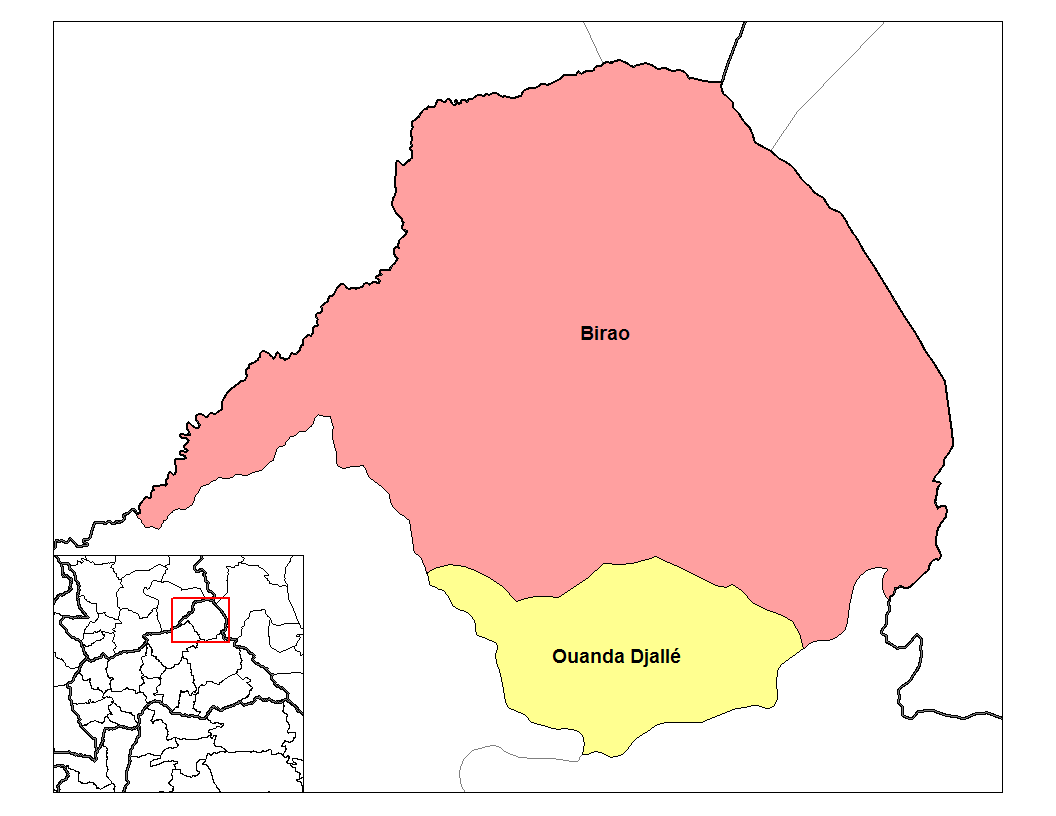
Subprefetture della prefettura di Vakaga

Prefettura di Bamingui-Bangoran
| Subprefettura | Popolazione |
| ------------- | ----------- |
| Bamingui      |             |
| Ndélé         |             |

Prefettura di Basse-Kotto
| Subprefettura | Popolazione |
| ------------- | ----------- |
| Alindao       |             |
| Kembé         |             |
| Mingala       |             |
| Mobaye        |             |

Prefettura di Haute-Kotto
| Subprefettura | Popolazione |
| ------------- | ----------- |
| Bria          |             |
| Ouadda        |             |
| Yalinga       |             |

Prefettura di Haut-Mbomou
| Subprefettura | Popolazione |
| ------------- | ----------- |
| Djemah        |             |
| Obo           |             |
| Zemio         |             |

Prefettura di Kémo
| Subprefettura | Popolazione |
| ------------- | ----------- |
| Dekoa         |             |
| Sibut         |             |

Prefettura di Lobaye
| Subprefettura | Popolazione |
| ------------- | ----------- |
| Boda          |             |
| Mbaïki        |             |
| Mongoumba     |             |

Prefettura di Mambéré-Kadéï
| Subprefettura | Popolazione |
| ------------- | ----------- |
| Berbérati     |             |
| Carnot        |             |
| Gamboula      |             |

Prefettura di Mbomou
| Subprefettura | Popolazione |
| ------------- | ----------- |
| Bakouma       |             |
| Bangassou     |             |
| Gambo-Ouango  |             |
| Rafaï         |             |

Prefettura di Nana-Grébizi
| Subprefettura | Popolazione |
| ------------- | ----------- |
| Kaga-Bandoro  |             |
| Mbrès         |             |

Prefettura di Nana-Mambéré
| Subprefettura | Popolazione |
| ------------- | ----------- |
| Baboua        |             |
| Baoro         |             |
| Bouar         |             |

Prefettura di Ombella-M'Poko
| Subprefettura     | Popolazione |
| ----------------- | ----------- |
| Bimbo             |             |
| Boali             |             |
| Damara            |             |
| Yaloké-Bossembélé |             |

Prefettura di Ouaka
| Subprefettura | Popolazione |
| ------------- | ----------- |
| Bakala        |             |
| Bambari       |             |
| Grimari       |             |
| Ippy          |             |
| Kouango       |             |

Prefettura di Ouham
| Subprefettura | Popolazione |
| ------------- | ----------- |
| Batangafo     |             |
| Bossangoa     |             |
| Bouca         |             |
| Kabo          |             |
| Markounda     |             |

Prefettura di Ouham-Pendé
| Subprefettura | Popolazione |
| ------------- | ----------- |
| Bocaranga     |             |
| Bozoum        |             |
| Paoua         |             |

Prefettura di Sangha-Mbaéré
| Subprefettura | Popolazione |
| ------------- | ----------- |
| Bambio        |             |
| Nola          |             |

Prefettura di Vakaga
| Subprefettura | Popolazione |
| ------------- | ----------- |
| Birao         |             |
| Ouanda Djallé |             |